# Fuga de noche
Fuga de noche (en inglés: Night Crossing) es una película de Disney realizada en 1981 y con la actuación de John Hurt y Beau Bridges. El film está basado en una historia real de las familias Strelzyk y Wetzel, que el 16 de septiembre de 1979 se escaparon de la Alemania Oriental (RDA) hacia la Alemania Occidental (RFA) en un globo aerostático de fabricación casera durante los días en que el muro de Berlín (1961-1989) era tan solo uno de los obstáculos para la emigración de la RDA a la RFA, prohibida por el gobierno prosoviético de la RDA.

## Argumento
La película comienza con un breve resumen de las condiciones vigentes en ese momento en la RDA y de la naturaleza de la zona fronteriza, con imágenes de archivo, tales como el salto de Conrad Schumann sobre el alambre de púas en Berlín en 1961. La frontera de la RDA contaba con sistemas de alarma, campos minados, torres de vigilancia y miles de guardias y perros para evitar más huidas de los alemanes orientales. Sin embargo, siempre hay intentos de fuga.
En abril de 1978, en la pequeña ciudad de Pößneck, Turingia, un adolescente, Lukas Keller (Matthew Taylor), intenta escapar de la RDA al montarse en una excavadora para cruzar la frontera entre las dos Alemanias. Desgraciadamente, es asesinado por las ametralladoras automáticas de los guardias fronterizos, y su familia fue informada mientras estaban en un día de campo con los amigos de las familias Strelzyk y Wetzel. La familia Keller es arrestada por la policía. Finalmente, harto de vivir bajo el régimen de la RDA, Peter Strelzyk (John Hurt) propone un atrevido plan a su amigo Günter Wetzel (Beau Bridges)ː construir un globo aerostático para llevar a sus familias (ocho personas en total), a lo largo de la frontera con la RFA. Para su plan, compran 1,250 metros cuadrados de tela alegando que es para un club de campismo, Günter cose la tela con una máquina de coser en su ático y los experimentos de Peter duran meses para construir el quemador. Por supuesto, se enfrentan a contratiempos: incendios al tratar de inflar el globo, problemas al construir un quemador de gas con potencia suficiente, las sospechas de los vecinos y las dudas de Petra (Glynnis O'Connor), la esposa de Günter, sobre la viabilidad del plan. Ella tiene pesadillas y sufre el temor constante de ser descubiertos o de que el vuelo termine en un choque. Petra está especialmente preocupada por sus hijos, sobre todo por el bebé.
Con el tiempo, Petra convence a Günter de no seguir adelante con el plan. Peter y Günter dejan de verse para no levantar sospechas cuando se organice la fuga de la familia Strelzyk. Peter y su hijo mayor Frank (Doug McKeon) completan el quemador y después de muchas pruebas logran inflar el globo. El 3 de julio de 1979, los cuatro miembros de la familia Strelzyk intentan volar. Consiguen despegar, pero son vistos por un guardia fronterizo que no sabe qué hacer, afortunadamente una nube oculta el globo, pero el quemador se apaga de repente y el globo cae aún dentro de territorio de la RDA, a sólo unos pocos cientos de metros de las vallas mientras el globo sale flotando sin los ocupantes. Milagrosamente la familia Strelzyk se escapa de la zona; después de una larga caminata encuentran su auto y logran llegar a casa. Mientras tanto, la guardia fronteriza encuentra el globo y la Stasi (la policía secreta de la RDA), comandada por el mayor Koerner (Günter Meisner), inicia una investigación para descubrir a los responsables y atraparlos cuando lo vuelvan a intentar.
Angustiado al principio por el fracaso, Peter es convencido por sus hijos para volver a intentarlo, pues durante el vuelo nadie resultó herido afortunadamente, pero ahora la Stasi no se detendrá ante nada hasta encontrarlos. Peter convence a Günter para que lo ayude y ambas familias empiezan a trabajar en un nuevo globo más grande para llevar a todos. Petra está de acuerdo con el plan, especialmente porque se enteró de que su madre en Berlín Oeste está muy enferma.
Una vez identificada la zona de lanzamiento inicial, la Stasi comienza poniendo cerco a Pößneck. Los Strelzyk y los Wetzel compran cantidades más pequeñas de tela en diferentes tiendas para no levantar sospechas, pero se están quedando sin tiempo. En una escena, Peter intenta comprar tela alegando que es para su grupo de jóvenes exploradores. El encargado lo deja unos momentos para notificar a la Stasi, pero Peter logra salir de la tienda. Finalmente terminan el globo, pero no tienen tiempo para probarlo. El 15 de septiembre de 1979, las familias se preparan para salir, en tanto que la Stasi encuentra en la zona del aterrizaje forzoso del primer intento de evasión el medicamento para la presión arterial de Doris (Jane Alexander), la esposa de Peter, ubican la farmacia que surtió el medicamento y empiezan a buscar a los pacientes que lo requieren, con lo que finalmente llegarán a Doris y al resto. Su vecino (que es miembro de la Stasi) los identifica actuando de manera sospechosa, las familias salen a solo unos minutos antes de que la Stasi se presente en sus domicilios. Llegan al punto de despegue, mientras que la frontera está en alerta de máxima.
El quemador se enciende y el globo se infla con una desesperante lentitud. Las familias suben a la cesta y cortan las cuerdas. Un incendio se inicia en la tela del globo pero es rápidamente sofocado por Günter. Mientras vuelan en el globo, el mayor Koerner los localiza y los persigue a bordo de un helicóptero. Después de unos minutos se agota el propano del quemador y comienza el descenso, la guardia fronteriza se moviliza frenéticamente para encontrarlos. El globo aterriza en el claro de un bosque con las ocho personas ilesas. Peter y Günter exploran los alrededores para saber dónde están, si en la RDA o en la RFA. Se topan con una patrulla de policía y Peter le pregunta al oficial si se hallan en el oeste. Perplejo, el policía les responde: "Por supuesto que sí". Rebosantes de alegría, Peter y Günter lanzan una bengala para avisar a las familias que están a salvo. Después todo se reúnen y se abrazan alegrementre por el sorprendente éxito de su viaje.
Como epílogo de la película nos enteramos de que ya en la RFA, Günter Wetzel obtiene un puesto de trabajo como mecánico de automóviles y Peter Strelzyk logró instalar una empresa eléctrica.

## Elenco
- John Hurt es Peter Strelzyk.
- Doug McKeon es Frank Strelzyk.
- Beau Bridges es Günter Wetzel.
- Jane Alexander es Doris Strelzyk.
- Glynnis O'Connor es Petra Wetzel.
- Klaus Löwitsch es Schmolk.
- Geoffrey Liesik es Peter Wetzel.
- Michael Liesik es Andreas Wetzel.
- Ian Bannen es Josef Keller.
- Anne Stallybrass es Magda Keller.
- Matthew Taylor es Lukas Keller.
- Günter Meisner es el mayor Koerner.
- Sky Dumont es Ziegler.
- Jan Niklas es el teniente Fehler.

## Antecedentes
La huida provocó una enorme cobertura mediática. Sin embargo, el personal de la Stasi en la RDA no permaneció inactivo, pero los refugiados trataban de hacer daño por cualquier medio. Un antiguo amigo de la familia Strelzyk fue comprado para espiarlos. Los familiares de las dos familias no quedaron impunes, sino que fueron acosados y encarcelados a veces porque se creía que tenían que haber estado al corriente de los amplios preparativos.
Strelzyk y su esposa regresaron a su hogar anterior en tiempos de la RDA, en su casa de la ciudad de Pößneck, donde viven actualmente.

## Premios
Doug McKeon y la película fue nominada como Best film en 1983 para el Premio Joven Artista.

## Opiniones
- 'Después de un evento real (1979) como una película compleja aventura internacional de producción retorcido que está garantizada, aunque en momentos de entretenimiento, pero dice poco acerca de los antecedentes políticos y describe la vida en la RDA y el bienestar de sus ciudadanos ahora cliché demasiado. " - Enciclopedia de cine internacional "(edición en CD-ROM), Systhema, Munich 1997

- 'Como Mick, garrapatas y engañar a imaginar la Zona Oriental..." (Der Spiegel)

## Otros
Los productores de EE. UU. Tuvo en el otoño de 1981, el director del festival de la Berlín Moritz de Hadeln el estreno alemán de la película para el Festival Internacional de Cine de Berlín 1982 Berlinale 1982. Hadeln sin embargo rechazó la película. La prensa de Springer en Alemania sospecha de complacer a la RDA, como la Berlinale siempre ha sido un foro para la película de Alemania Oriental. Axel Springer César y organizada para el día de la inauguración de la Berlinale, una Alemania-estreno de la película como un contador de eventos de la Berlinale.

## Lanzamiento de DVD
- La Windto el oeste, Buena Vista Home Video 2003.

## Banda sonora
- Jerry Goldsmith: Night Crossing. Original Picture Soundtrack. (Versión ampliada). Entrada / Walt Disney, San Francisco, 1994, N ° 5004D VJF.

## Literatura
- Jürgen Petschull:Con el viento hacia el oeste. La fuga espectacular de Alemania a Alemania. (Documentación: Stephani Herold Dieter y Eberhard). Edición original. Goldmann, Munich 1980, 244 p., ISBN 3-442-11501-9.

- Doris Strelzyk, Pedro Strelzyk y Gudrun Giese (empleados):vuelo en globo destino. El largo brazo de la Stasi. Quadriga, Berlín 1999, 192 p., ISBN 3-88679-330-3.